# Great Falls Americans
Die Great Falls Americans waren eine Eishockeymannschaft aus Great Falls im US-Bundesstaat Montana. Das Team spielte in der Saison 1979/80 in einer der drei höchsten kanadischen Junioren-Eishockeyligen, der Western Hockey League (WHL).

## Geschichte
Die Edmonton Oil Kings aus der Western Hockey League wurden 1978 nach Great Falls, Montana, umgesiedelt und in Great Falls Americans umbenannt. Das Franchise gewann nur zwei seiner 28 Spiele, in denen es drei Punkte erreichte. Anschließend wurde es noch im Laufe der Saison aus dem aktuellen Spielbetrieb zurückgezogen und war fortan inaktiv. Im Anschluss an die Saison 1979/80 wurde das inaktive Franchise reaktiviert und nach Spokane, Washington, umgesiedelt, wo es anschließend unter dem Namen Spokane Flyers am Spielbetrieb der WHL teilnahm.  

## Saisonstatistik
Abkürzungen: GP = Spiele, W = Siege, L = Niederlagen, T = Unentschieden, OTL = Niederlagen nach Overtime SOL = Niederlagen nach Shootout, Pts = Punkte, GF = Erzielte Tore, GA = Gegentore, PIM = Strafminuten
| Saison  | GP | W | L  | T | OTL | SOL | Pts | GF | GA  | Platz    | Playoffs           |
| 1978–79 | 28 | 2 | 25 | 1 | —   | —   | 3   | 73 | 186 | 8., East | nicht qualifiziert |

## Ehemalige Spieler
Die einzigen beiden Spieler der Great Falls Americans, denen der Sprung in die National Hockey League gelang, waren Dave Barr und Ken Daneyko.

## Team-Rekorde

### Karriererekorde
Spiele: 27  Dale Pilon,  Mike Moskalyk,  Derek Davis
Tore: 9  Oren Koules,  Mike Moskalyk
Assists: 11  Oren Koules
Punkte: 20   Oren Koules
Strafminuten: 218  Derek Davis